# Żubrohława
Żubrohława (słow. Zubrohlava, węg. w latach 1889–1920 Bölényfő) – wieś (obec) w północnej Słowacji, w powiecie Namiestów, w kraju żylińskim.

## Położenie
Leży w północnej części Kotliny Orawskiej, w dolinie Polhoranki; zabudowania koncentrują się 2-3 km powyżej jej ujścia do Jeziora Orawskiego. Przez wieś biegnie droga krajowa nr 78, łącząca  zamki Orawskie z dawnym przejściem granicznym z Polską na przełęczy Glinne.

## Historia
Po raz pierwszy w dokumentach historycznych miejscowość pojawia się w 1550 roku – zaznaczono ją na mapie Górnych Węgier w raporcie o złożach soli pod Babią Górą. Kolejne pisemne wzmianki pochodzą z 1567 i 1588 roku. Została założona na fali kolonizacji wołoskiej, na tzw. prawie wołoskim. Rządzili nią dziedziczni sołtysi. Należała do dużego wówczas feudalnego „państwa” z siedzibą na Zamku Orawskim.
W XVII w., podobnie jak wiele innych wsi orawskich, pustoszała kilkakrotnie w czasie powstań kuruców. W 1696 r. zniszczył ją pożar. Nieurodzaje, których przyczyną były wyjątkowo zimne lata (słow. zamrznuté roky) od ok. 1716 r., przyniosły klęskę głodu, po której wielu mieszkańców opuściło wieś.
We wsi rozwinęło się płóciennictwo – zachował się murowany, klasycystyczny dom dawnych płócienników z przełomu XVIII i XIX w. Na początku XX w. we wsi powstała cegielnia.